# 埃米莉·拉菲尔
埃米莉·拉菲尔（Émilie Lefel，1988年8月25日—），法國女子羽毛球運動員。

## 簡歷
2010年12月，埃米莉·拉菲尔與Marion Luttmann出戰愛爾蘭羽毛球國際賽，在女雙準决赛以1比2（21-19、9-21、4-21）不敌赛会2号种子、丹麦的玛丽亚·赫斯波/安妮·斯基尔贝克。
2012年5月，埃米莉·拉菲尔與罗南·拉巴尔出戰西班牙羽毛球公開賽，在混雙决赛以0比2（9-21、13-21）不敌英格兰的马库斯·埃利斯/加布里·怀特，赢得亚軍。同年9月，她出戰哈爾科夫羽毛球國際賽，在與奥德丽·方丹的女雙决赛以2比0（21-11、21-13）力克赛会头号种子、土耳其的奥兹格·巴伊拉克/内斯里汉·伊吉特，奪得其首個國際職業賽冠軍；而與加埃唐·米特莱尔泽的混雙决赛以1比2（21-23、21-10、16-21）不敌瑞典的尼科·鲁波宁/阿曼达·赫格斯特伦，赢得亚軍。年尾12月，她與奥德丽·方丹出戰愛爾蘭羽毛球國際賽，在女雙决赛以0比2（12-21、8-21）不敌赛会头号种子、荷兰的萨曼塔·巴宁/埃菲耶·穆斯肯斯，赢得亚軍。
2013年7月，埃米莉·拉菲尔出戰白夜羽毛球賽，在與奥德丽·方丹的女雙决赛以0比2（20-22、12-21）不敌赛会2号种子、德国的伊莎贝尔·赫特里克/卡拉·尼尔特；而與罗南·拉巴尔的混雙準决赛以0比2（19-21、11-21）不敌赛会头号种子、德国的彼得·卡斯巴尔/伊莎贝尔·赫特里克。接着8月，埃米莉·拉菲尔參加中國廣州舉行的世界羽毛球錦標賽，與奥德丽·方丹出戰女子雙打項目，在首圈就以0比2（12-21、14-21）負於馬來西亞的阿米莉亚·艾丽西娅·安瑟利/宋佩珠出局。同年10月，她出戰保加利亞羽毛球國際賽，在與奥德丽·方丹的女雙準决赛以1比2（22-20、12-21、19-21）不敌赛会2号种子、美国的李意恒/宝拉·琳·奥巴娜娜；而與罗南·拉巴尔的混雙準决赛以0比2（20-22、12-21）不敌波兰的罗伯特·马特斯亚克/阿格涅什卡·维特科夫斯卡。同期10月，她與罗南·拉巴尔出戰瑞士羽毛球國際賽，在混雙决赛以1比2（14-21、21-17、18-21）不敌赛会头号种子、俄罗斯的维塔利·杜尔金/尼娜·维斯洛娃，赢得亚軍。年尾11月，她與罗南·拉巴尔出戰蘇格蘭羽毛球大獎賽，在混雙準决赛以0比2（18-21、18-21）不敌赛会头号种子、英格兰的克里斯·兰格瑞奇/希瑟·奥利弗。
2014年3月，埃米莉·拉菲尔與奥德丽·方丹出戰波蘭羽毛球公開賽，在女雙準决赛以0比2（11-21、13-21）不敌赛会3号种子、俄罗斯的安娜斯塔西亚·切尔维亚科娃/尼娜·维斯洛娃。同年10月，她出戰瑞士羽毛球國際賽，在與戴尔芬·兰萨克的女雙準决赛以0比3（5-11、6-11、9-11）不敌赛会头号种子、保加利亚的加夫列拉·斯托伊娃/斯蒂法尼·斯托伊娃；而與罗南·拉巴尔的混雙决赛以0比3（9-11、7-11、9-11）不敌赛会头号种子、俄罗斯的维塔利·杜尔金/尼娜·维斯洛娃，赢得亚軍。随后12月，她出戰意大利羽毛球國際賽，在與戴尔芬·兰萨克的女雙準决赛以0比2（20-22、16-21）不敌赛会5号种子、俄罗斯的维多利亚·德尔根诺娃/奥尔佳·莫罗佐娃；而與罗南·拉巴尔的混雙决赛以2比0（21-15、21-14）战胜了赛会3号种子、队友的加埃唐·米特莱尔泽/奥德丽·方丹，赢得冠軍。
2015年3月，埃米莉·拉菲尔與戴尔芬·兰萨克出戰奧爾良羽毛球國際挑戰賽，在女雙準决赛以1比2（21-18、7-21、17-21）不敌赛会头号种子、保加利亚的加夫列拉·斯托伊娃/斯蒂法尼·斯托伊娃。接着4月，她出戰芬蘭羽毛球公開賽，在與戴尔芬·兰萨克的女雙决赛以0比2（13-21、21-23）不敌赛会头号种子、英格兰的希瑟·奥利弗/劳伦·史密斯，赢得亚軍；而與罗南·拉巴尔的混雙準决赛以1比2（21-10、14-21、11-21）不敌赛会2号种子、俄罗斯的阿纳托利·亚特瑟夫/叶夫根尼娅·科泽茨卡亚。同期4月，她出戰秘魯羽毛球國際賽，在與戴尔芬·兰萨克的女雙决赛以2比1（14-21、21-14、21-13）击败了赛会2号种子、土耳其的奥兹格·巴伊拉克/内斯里汉·伊吉特，赢得冠軍；而與罗南·拉巴尔的混雙决赛以2比1（21-18、13-21、21-14）力克队友的巴蒂斯特·卡雷姆/安妮·特兰再次赢得冠軍成为了双冠王。同年6月，她與罗南·拉巴尔出戰斯里蘭卡羽毛球國際挑戰賽，在混雙準决赛以1比2（12-21、21-12、22-24）不敌澳大利亚的罗宾·米德尔顿/周玉蓮。同年9月，她出戰危地馬拉羽毛球國際賽，在與玛丽·巴托梅内的女雙準决赛以1比2（21-18、14-21、15-21）不敌赛会2号种子、美国的李意恒/宝拉·琳·奥巴娜娜；而與罗南·拉巴尔的混雙决赛以0比2（15-21、16-21）不敌德国的麦克·福克斯/比尔吉德·迈克斯，赢得亚軍。同期9月，她與玛丽·巴托梅内出戰布拉格羽毛球公開賽，在女雙决赛以0比2（13-21、9-21）不敌赛会4号种子、德国的伊莎贝尔·赫特里克/比尔吉德·迈克斯，赢得亚軍。同年10月，她與罗南·拉巴尔出戰蘇格蘭羽毛球大獎賽，在混雙决赛以2比0（21-10、21-18）击败了赛会5号种子、泰国的戍革·普拉帕卡莫/莎拉丽·桑松卡姆，首次赢得大奖赛的冠軍。随后11月，她與罗南·拉巴尔出戰蘇格蘭羽毛球大獎賽，在混雙决赛以0比2（14-21、12-21）不敌赛会6号种子、俄罗斯的维塔利·杜尔金/尼娜·维斯洛娃，赢得亚軍。年尾11月，她出戰威爾斯羽毛球國際賽，在與玛丽·巴托梅内的女雙準决赛以0比2（18-21、18-21）不敌赛会2号种子、英格兰的希瑟·奥利弗/劳伦·史密斯；而與罗南·拉巴尔的混雙决赛以1比2（13-21、23-25）不敌赛会8号种子、英格兰的马修·诺丁汉/艾米莉·韦斯特伍德，赢得亚軍。年底12月，她与罗南·拉巴尔出战哥本哈根羽毛球大師賽，在混双準决赛以0比2（16-21、11-21）不敌丹麦强档的约金·费舍尔·尼尔森/克里斯汀娜·彼德森。
2016年6月，埃米莉·拉菲尔與加埃唐·米特莱尔泽出战西班牙羽毛球國際賽，在混双决赛以1比2（14-21、21-15、14-21）不敌赛会4号种子、英格兰新秀的本·莱恩/杰西卡·皮尤，赢得亚军。同年7月，她与安妮·特兰出战白夜羽毛球賽，在女双準决赛以0比2（6-21、13-21）不敌日本的久後明日美/橫山惠。同年11月，她与加埃唐·米特莱尔泽出战蘇格蘭羽毛球大獎賽，在混双準决赛以1比2（21-16、17-21、18-21）不敌马来西亚新组合的吳順發/賴潔敏。同年12月，她分别与安妮·特兰以及加埃唐·米特莱尔泽出战愛爾蘭羽毛球公開賽，在女双决赛以2比0（24-22、21-18）击败了赛会3号种子、丹麦的茱莉·芬尼-易普森/丽克·瑟比，赢得冠军；而混双準决赛以0比2（7-21、9-21）不敌赛会5号种子、丹麦的马蒂亚斯·克里斯蒂安森/萨拉·蒂格森。同期12月，她与安妮·特兰出战意大利羽毛球國際賽，在女双準决赛以1比2（21-17、14-21、19-21）不敌赛会7号种子、保加利亚强档的玛丽亚·米特索娃/佩蒂娅·内德尔奇娃。
2017年12月，埃米莉·拉菲尔與安妮·特兰出战愛爾蘭羽毛球公開賽，在女双决赛以2比0（21-16、21-12）击败了赛会2号种子、英格兰的珍妮·穆尔/维多利亚·威廉斯，赢得冠军。
2018年1月，埃米莉·拉菲尔與安妮·特兰出战瑞典羽毛球公開賽，在女双準决赛以0比2（19-21、13-21）不敌荷兰的黛博拉·吉尔/埃姆克·范德阿尔。同年2月，她与安妮·特兰出战瑞士羽毛球公開賽，在女双準决赛以0比2（16-21、12-21）不敌赛会头号种子、保加利亚强档的加夫列拉·斯托伊娃/斯蒂法尼·斯托伊娃。同年3月，她与安妮·特兰出战奧爾良羽毛球大師賽，在女双準决赛以1比2（17-21、21-14、10-21）不敌队友的德尔菲娜·德尔吕/莉亚·巴莱尔莫。同年4月，她代表法国参加西班牙韦尔瓦举办的歐洲羽毛球錦標賽，与安妮·特蘭的女双决赛以0比2（12-21、10-21）不敌赛会2号种子、保加利亚强档的加夫列拉·斯托伊娃/斯蒂法尼·斯托伊娃，赢得季军。同年6月，她与安妮·特兰出战加拿大羽毛球公開賽，在女双準决赛以0比2（11-21、9-21）不敌赛会头号种子、日本强档的櫻本絢子/高畑祐紀子。

## 主要比賽成績
只列出曾進入準決賽的國際賽事成績：
| 年份   | 賽事                     | 公開賽級別 | 項目     | 搭檔              | 成績   |
| ------ | ------------------------ | ---------- | -------- | ----------------- | ------ |
| 2010年 | 愛爾蘭羽毛球國際賽       | 國際系列賽 | 女子雙打 | Marion Luttmann   | 準決賽 |
| 2012年 | 西班牙羽毛球公開賽       | 國際挑戰賽 | 混合雙打 | 罗南·拉巴尔       | 亞軍   |
| 2012年 | 哈爾科夫羽毛球國際賽     | 國際挑戰賽 | 女子雙打 | 奥德丽·方丹       | 冠軍   |
| 2012年 | 哈爾科夫羽毛球國際賽     | 國際挑戰賽 | 混合雙打 | 加埃唐·米特莱尔泽 | 亞軍   |
| 2012年 | 愛爾蘭羽毛球國際賽       | 國際系列賽 | 女子雙打 | 奥德丽·方丹       | 亞軍   |
| 2013年 | 地中海運動會羽毛球比賽   | 其他       | 女子雙打 | 奥德丽·方丹       | 銀牌   |
| 2013年 | 白夜羽毛球賽             | 國際挑戰賽 | 女子雙打 | 奥德丽·方丹       | 亞軍   |
| 2013年 | 白夜羽毛球賽             | 國際挑戰賽 | 混合雙打 | 罗南·拉巴尔       | 準決賽 |
| 2013年 | 保加利亞羽毛球國際賽     | 國際挑戰賽 | 女子雙打 | 奥德丽·方丹       | 準決賽 |
| 2013年 | 保加利亞羽毛球國際賽     | 國際挑戰賽 | 混合雙打 | 罗南·拉巴尔       | 準決賽 |
| 2013年 | 瑞士羽毛球國際賽         | 國際挑戰賽 | 混合雙打 | 罗南·拉巴尔       | 亞軍   |
| 2013年 | 蘇格蘭羽毛球大獎賽       | 大獎賽     | 混合雙打 | 罗南·拉巴尔       | 準決賽 |
| 2014年 | 波蘭羽毛球公開賽         | 國際挑戰賽 | 女子雙打 | 奥德丽·方丹       | 準決賽 |
| 2014年 | 瑞士羽毛球國際賽         | 國際挑戰賽 | 女子雙打 | 戴尔芬·兰萨克     | 準決賽 |
| 2014年 | 瑞士羽毛球國際賽         | 國際挑戰賽 | 混合雙打 | 罗南·拉巴尔       | 冠軍   |
| 2014年 | 意大利羽毛球國際賽       | 國際挑戰賽 | 女子雙打 | 戴尔芬·兰萨克     | 準決賽 |
| 2014年 | 意大利羽毛球國際賽       | 國際挑戰賽 | 混合雙打 | 罗南·拉巴尔       | 冠軍   |
| 2015年 | 奧爾良羽毛球國際挑戰賽   | 國際挑戰賽 | 女子雙打 | 戴尔芬·兰萨克     | 準決賽 |
| 2015年 | 芬蘭羽毛球公開賽         | 國際挑戰賽 | 女子雙打 | 戴尔芬·兰萨克     | 亞軍   |
| 2015年 | 芬蘭羽毛球公開賽         | 國際挑戰賽 | 混合雙打 | 罗南·拉巴尔       | 準決賽 |
| 2015年 | 秘魯羽毛球國際賽         | 國際挑戰賽 | 女子雙打 | 戴尔芬·兰萨克     | 冠軍   |
| 2015年 | 秘魯羽毛球國際賽         | 國際挑戰賽 | 混合雙打 | 罗南·拉巴尔       | 冠軍   |
| 2015年 | 斯里蘭卡羽毛球國際挑戰賽 | 國際挑戰賽 | 混合雙打 | 罗南·拉巴尔       | 準決賽 |
| 2015年 | 危地馬拉羽毛球國際賽     | 國際挑戰賽 | 女子雙打 | 玛丽·巴托梅内     | 準決賽 |
| 2015年 | 危地馬拉羽毛球國際賽     | 國際挑戰賽 | 混合雙打 | 罗南·拉巴尔       | 亞軍   |
| 2015年 | 布拉格羽毛球公開賽       | 國際挑戰賽 | 女子雙打 | 玛丽·巴托梅内     | 亞軍   |
| 2015年 | 荷蘭羽毛球大獎賽         | 大獎賽     | 混合雙打 | 罗南·拉巴尔       | 冠軍   |
| 2015年 | 蘇格蘭羽毛球大獎賽       | 大獎賽     | 混合雙打 | 罗南·拉巴尔       | 亞軍   |
| 2015年 | 威爾斯羽毛球國際賽       | 國際挑戰賽 | 混合雙打 | 罗南·拉巴尔       | 亞軍   |
| 2015年 | 威爾斯羽毛球國際賽       | 國際挑戰賽 | 女子雙打 | 玛丽·巴托梅内     | 準決賽 |
| 2015年 | 哥本哈根羽毛球大師賽     | 其他       | 混合雙打 | 罗南·拉巴尔       | 準決賽 |
| 2016年 | 西班牙羽毛球國際賽       | 國際挑戰賽 | 混合雙打 | 加埃唐·米特莱尔泽 | 亞軍   |
| 2016年 | 白夜羽毛球賽             | 國際挑戰賽 | 女子雙打 | 安妮·特兰         | 準決賽 |
| 2016年 | 蘇格蘭羽毛球大獎賽       | 大獎賽     | 混合雙打 | 加埃唐·米特莱尔泽 | 準決賽 |
| 2016年 | 愛爾蘭羽毛球公開賽       | 國際挑戰賽 | 女子雙打 | 安妮·特兰         | 冠軍   |
| 2016年 | 愛爾蘭羽毛球公開賽       | 國際挑戰賽 | 混合雙打 | 加埃唐·米特莱尔泽 | 準決賽 |
| 2016年 | 意大利羽毛球國際賽       | 國際挑戰賽 | 女子雙打 | 安妮·特兰         | 準決賽 |
| 2017年 | 愛爾蘭羽毛球公開賽       | 國際系列賽 | 女子雙打 | 安妮·特兰         | 冠軍   |
| 2018年 | 瑞典羽毛球公開賽         | 國際系列賽 | 女子雙打 | 安妮·特兰         | 準決賽 |
| 2018年 | 瑞士羽毛球公開賽         | 超級300賽  | 女子雙打 | 安妮·特兰         | 準決賽 |
| 2018年 | 奧爾良羽毛球大師賽       | 超級100賽  | 女子雙打 | 安妮·特兰         | 準決賽 |
| 2018年 | 歐洲羽毛球錦標賽         | 其他       | 女子雙打 | 安妮·特蘭         | 亞軍   |
| 2018年 | 加拿大羽毛球公開賽       | 超級100賽  | 女子雙打 | 安妮·特兰         | 準決賽 |
| 2018年 | 捷克羽毛球公開賽         | 國際挑戰賽 | 女子雙打 | 安妮·特蘭         | 亞軍   |
| 2018年 | 蘇格蘭羽毛球公開賽       | 超級100賽  | 女子雙打 | 安妮·特蘭         | 亞軍   |
| 2019年 | 巴西羽毛球國際挑戰賽     | 國際挑戰賽 | 女子雙打 | 安妮·特兰         | 亞軍   |
| 2019年 | 阿塞拜疆羽毛球國際賽     | 國際挑戰賽 | 女子雙打 | 安妮·特兰         | 準決賽 |
| 2019年 | 西班牙羽毛球國際賽       | 國際挑戰賽 | 女子雙打 | 安妮·特兰         | 亞軍   |
| 2019年 | 歐洲運動會羽毛球比賽     | 其他       | 女子雙打 | 安妮·特兰         | 銅牌   |
| 2021年 | 歐洲羽毛球混合團體錦標賽 | 其他       | 混合團體 | －                | 亞軍   |

| 2007-2017年 | 首要超級賽 | 超級賽 | 黃金大獎賽 | 大獎賽 | 國際挑戰賽 | 國際系列賽 | 未來系列賽 | 其他 |

| 2018-2026年 | 總決賽 | 超級1000賽 | 超級750賽 | 超級500賽 | 超級300賽 | 超級100賽 | 國際挑戰賽 | 國際系列賽 | 未來系列賽 | 其他 |

### 奧運會和世錦賽參賽紀錄
|          | 搭檔          | 2013 | 2014 | 2015 | 2016 | 2017 | 2018 | 2019 |
| -------- | ------------- | ---- | ---- | ---- | ---- | ---- | ---- | ---- |
| 女子雙打 | 奥德丽·方丹   | 48強 | －   | －   | －   | －   | －   | －   |
| 女子雙打 | 戴尔芬·兰萨克 | －   | －   | 32強 | －   | －   | －   | －   |
| 女子雙打 | 安妮·特兰     | －   | －   | －   | －   | 32強 | 32強 | 32強 |
|          |               |      |      |      |      |      |      |      |
| 混合雙打 | 罗南·拉巴尔   | －   | －   | 32強 | －   | －   | －   | －   |